# TinyOS
TinyOS — компонентная операционная система с открытым исходным кодом и предназначенная для беспроводных сетей датчиков. TinyOS является встраиваемой ОС, написанной на языке nesC, и представляет собой ряд взаимодействующих задач и процессов. Предназначена для объединения с так называемой «умной пылью». TinyOS разрабатывается консорциумом, который возглавляют Калифорнийский университет в Беркли совместно с исследовательским подразделением компании Intel.
TinyOS использовалась для управления коммуникационным модулем космического спутника ESTCube-1.

## Реализация
Приложения в TinyOS написаны на nesC, диалекте языка C, оптимизированном в соответствии с ограничениями на объём памяти в сетях датчиков. Её дополнительные инструменты представлены в основном в форме Java-приложений и интерфейсов для shell-скриптов. Сопутствующие библиотеки и инструменты, такие как компилятор nesC и инструментарий для программирования AVR, главным образом написаны на C.
TinyOS предоставляет встроенные интерфейсы, модули и специфические настройки, зависящие от датчика, которые позволяют программистам создавать программу как набор модулей, которые выполняют определенные для программы задачи. Модули TinyOS обеспечивают интерфейс к стандартным аппаратным средствам ввода-вывода и датчикам.
Код TinyOS статически связан с кодом программы и компилируется в маленький исполняемый файл при помощи традиционного инструментария GNU toolchain. Сопутствующие утилиты предоставляют полноценную платформу для разработки под TinyOS.

## История
31 июля 2007 года выпущена версия 2.0.2, которая имеет много преимуществ перед более ранними версиями TinyOS, включая интегрированное управление питанием и ресурсами, заметно улучшенную надёжность и переработанные интерфейсы ядра и абстракций для упрощения программирования.

## Интегрированные среды разработки
- Плагин для Eclipse (ETH Zürich)
- Плагин для Eclipse от Richard Tynan (University College Dublin)
- TinyDT — плагин для Eclipse (Vanderbilt University)